# Naaldaar

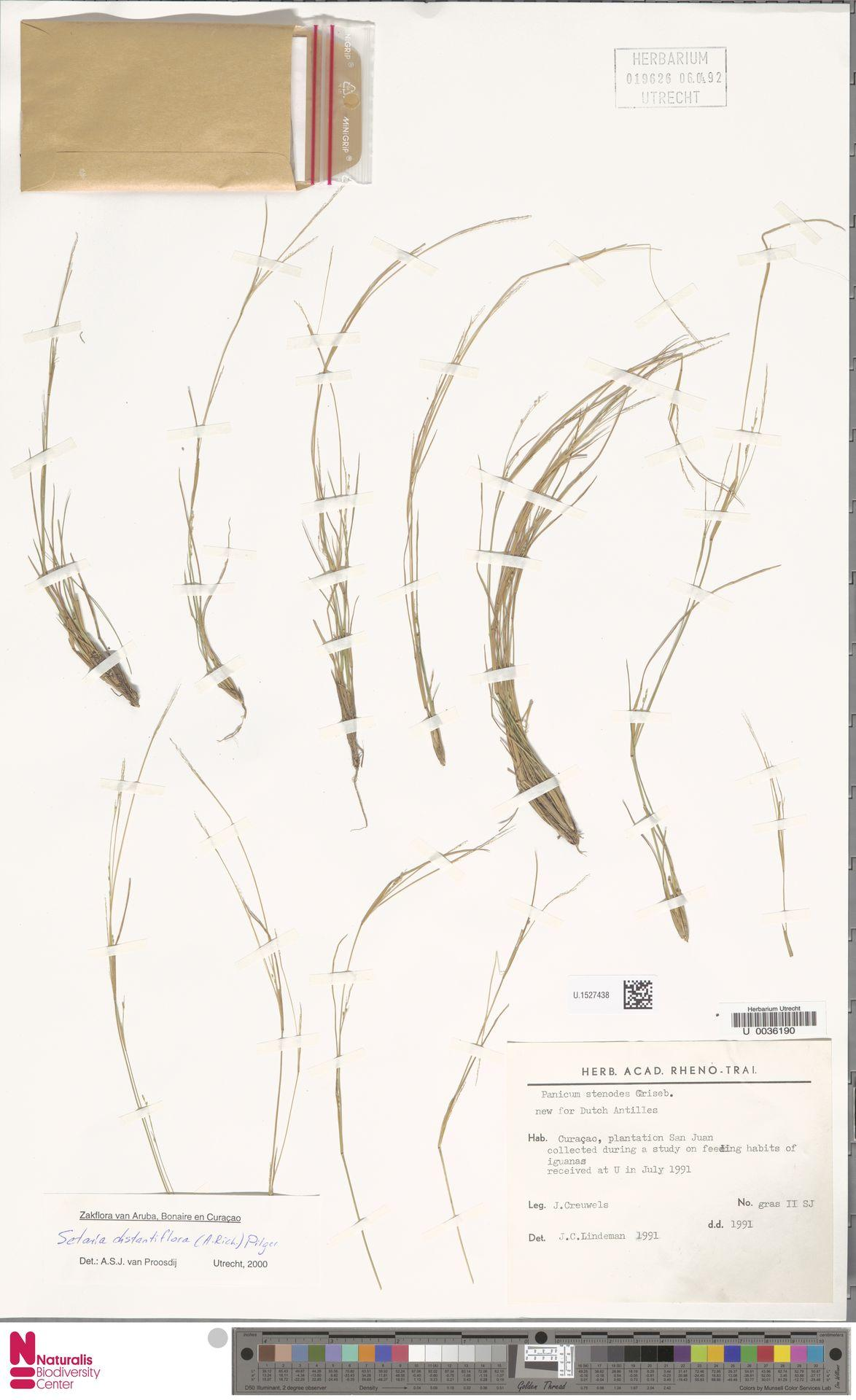
Herbariumblad van Setaria distantiflora

Naaldaar (Setaria, synoniemen: Camusiella, Cymbosetaria) is een geslacht uit de grassenfamilie (Poaceae). De soorten komen voor in vrijwel de hele wereld. De botanische naam is afgeleid van het Latijns seta ("haar" of "stoppel") en verwijst naar de borstelige aren van deze soorten.
Sommige soorten worden geteeld als voedingsgewas of als diervoeder, bijvoorbeeld S. italica (trosgierst of vogelgierst) is een  gierstsoort. Andere, als S. viridis (groene naaldaar), worden beschouwd als onkruid en worden bestreden met herbiciden of bioherbiciden, dit zijn organismen die pathogeen zijn voor de planten. S. viridis kan bestreden worden met de schimmel Pyricularia setariae.

## Soorten
Van het geslacht zijn de volgende soorten bekend:
- Setaria abyssinica
- Setaria acromelaena
- Setaria acuta
- Setaria adhaerens
- Setaria aequalis
- Setaria affinis
- Setaria albida
- Setaria albovillosa
- Setaria almaspicata
- Setaria alonsoi
- Setaria alopecurus
- Setaria alpestris
- Setaria ambigua
- Setaria anceps
- Setaria angustifolia
- Setaria angustissima
- Setaria antillarum
- Setaria aparine
- Setaria apiculata
- Setaria appendiculata
- Setaria arenaria
- Setaria argentina
- Setaria arizonica
- Setaria asiatica
- Setaria aspera
- Setaria atrata
- Setaria atroseta
- Setaria aurea
- Setaria auricoma
- Setaria auriculata
- Setaria australiensis
- Setaria austro-caledonica
- Setaria autumnalis
- Setaria avellae
- Setaria aversa
- Setaria avettae
- Setaria barbata
- Setaria barbigera
- Setaria barbinodes
- Setaria barbinodis
- Setaria barretoi
- Setaria basiclada
- Setaria basifissa
- Setaria basiseta
- Setaria bathiei
- Setaria bequaertii
- Setaria berlandieri
- Setaria berroi
- Setaria berteroniana
- Setaria biconvexa
- Setaria bifida
- Setaria biflora
- Setaria blepharochaeta
- Setaria bongaensis
- Setaria boninensis
- Setaria bosseri
- Setaria brachiariaeformis
- Setaria brachiata
- Setaria brachystachya
- Setaria braunii
- Setaria breviglumis
- Setaria breviseta
- Setaria brevispica
- Setaria brigalow
- Setaria brownii
- Setaria buchananii
- Setaria bussei
- Setaria caespitosa
- Setaria californica
- Setaria cana
- Setaria canescens
- Setaria carnei
- Setaria caudata
- Setaria caudula
- Setaria cenchroides
- Setaria cernua
- Setaria chamaeraphoides
- Setaria chapmanii
- Setaria chevalieri
- Setaria chlorantha
- Setaria chondrachne
- Setaria chrysantha
- Setaria chrysochaeta
- Setaria ciliolata
- Setaria cirrosa
- Setaria clementii
- Setaria clivalis
- Setaria commutata
- Setaria comosa
- Setaria compacta
- Setaria composita
- Setaria compressa
- Setaria conglomerata
- Setaria constricta
- Setaria cordobensis
- Setaria corrugata
- Setaria criniformis
- Setaria crus-ardeae
- Setaria cylindrica
- Setaria dasyura
- Setaria decipiens
- Setaria depauperata
- Setaria depressa
- Setaria dielsii
- Setaria dioica
- Setaria discolor
- Setaria distans
- Setaria distantiflora
- Setaria disticha
- Setaria dubia
- Setaria dura
- Setaria effusa
- Setaria elegantula
- Setaria elliotiana
- Setaria elliottiana
- Setaria elongata
- Setaria erubescens
- Setaria erythraeae
- Setaria erythrosperma
- Setaria excurrens
- Setaria eylesii
- Setaria faberi (Chinese naaldaar)
- Setaria falcifolia
- Setaria fallax
- Setaria fiebrigii
- Setaria fieldingii
- Setaria finita
- Setaria firmula
- Setaria flabellata
- Setaria flabelliformis
- Setaria flaccifolia
- Setaria flava
- Setaria flavida
- Setaria floriana
- Setaria floribunda
- Setaria forbesiana
- Setaria gausa
- Setaria geminata
- Setaria geniculata
- Setaria germanica
- Setaria gerrardii
- Setaria gibbosa
- Setaria gigantea
- Setaria glareosa
- Setaria glaziovii
- Setaria globoidea
- Setaria globularis
- Setaria globulifera
- Setaria gracilipes
- Setaria gracilis
- Setaria gracillima
- Setaria grandis
- Setaria grandispiculata
- Setaria granosa
- Setaria grantii
- Setaria grisebachii
- Setaria guizhouensis
- Setaria gussonei
- Setaria haareri
- Setaria hassleri
- Setaria helvola
- Setaria hereroensis
- Setaria hirsuta
- Setaria hirta
- Setaria hirtella
- Setaria hispida
- Setaria hochstetteri
- Setaria holstii
- Setaria homblei
- Setaria homonyma
- Setaria humbertiana
- Setaria hunzikeri
- Setaria imberbis
- Setaria impressa
- Setaria inaequalis
- Setaria incrassata
- Setaria inopinata
- Setaria insignis
- Setaria intermedia
- Setaria interpilosa
- Setaria interrupta
- Setaria interupta
- Setaria ipamuensis
- Setaria isalensis
- Setaria italica (Trosgierst)
- Setaria itieri
- Setaria jaffrei
- Setaria japonica
- Setaria javana
- Setaria jubiflora
- Setaria jurgensenii
- Setaria kagerensis
- Setaria kersteniana
- Setaria kialaensis
- Setaria kinsudiensis
- Setaria kuntzeana
- Setaria kwamouthensis
- Setaria lachnea
- Setaria lacunosa
- Setaria laeta
- Setaria laevigata
- Setaria laevis
- Setaria lancea
- Setaria lancifolia
- Setaria lasiothyrsa
- Setaria latifolia
- Setaria latiglumis
- Setaria latigumis
- Setaria laxa
- Setaria laxispica
- Setaria leiantha
- Setaria leiocarpa
- Setaria leiophylla
- Setaria lenis
- Setaria leonis
- Setaria leucophylla
- Setaria leucopila
- Setaria liebmanni
- Setaria liebmannii
- Setaria limense
- Setaria limensis
- Setaria lindenbergiana
- Setaria lindiensis
- Setaria longicauda
- Setaria longiflora
- Setaria longifolia
- Setaria longipetiolata
- Setaria longipila
- Setaria longiseta
- Setaria longissima
- Setaria lutescens
- Setaria luxurians
- Setaria lynesii
- Setaria macrocarpa
- Setaria macrochaeta
- Setaria macrophylla
- Setaria macrosperma
- Setaria macrostachya
- Setaria madecassa
- Setaria magna
- Setaria maritima
- Setaria matsumurae
- Setaria mauritiana
- Setaria maxima
- Setaria media
- Setaria megaphylla
- Setaria megapotamica
- Setaria melinis
- Setaria membranifolia
- Setaria mendocina
- Setaria merkeri
- Setaria mexicana
- Setaria meyeri
- Setaria microprolepis
- Setaria mildbraedii
- Setaria modesta
- Setaria mombassana
- Setaria montana
- Setaria multiseta
- Setaria muricata
- Setaria myosuroides
- Setaria nakaiana
- Setaria nana
- Setaria natalensis
- Setaria neglecta
- Setaria nicorae
- Setaria nigrirostris
- Setaria nubica
- Setaria oblongata
- Setaria obscura
- Setaria ocreata
- Setaria oligochaete
- Setaria onurus
- Setaria ophiticola
- Setaria oplismenoides
- Setaria orthosticha
- Setaria pabularis
- Setaria pallida-fusca
- Setaria palmeri
- Setaria palmifolia
- Setaria palustris
- Setaria pampeana
- Setaria panicea
- Setaria paniciformis
- Setaria paniculifera
- Setaria panis
- Setaria paractaenoides
- Setaria paraguayensis
- Setaria parodii
- Setaria parviflora
- Setaria paspalidioides
- Setaria paucifolia
- Setaria pauciseta
- Setaria pembertonensis
- Setaria penicillata
- Setaria petiolata
- Setaria pflanzii
- Setaria phanerococca
- Setaria phillipsii
- Setaria phleoides
- Setaria phragmitoides
- Setaria phyllomacra
- Setaria pilifera
- Setaria pilosa
- Setaria planifolia
- Setaria platycaulis
- Setaria plicata
- Setaria plicatilis
- Setaria plurinervis
- Setaria poiretiana
- Setaria polygonata
- Setaria polyneura
- Setaria polyphylla
- Setaria polystachya
- Setaria porphyrantha
- Setaria pradana
- Setaria pratensis
- Setaria proliseta
- Setaria pseudaristata
- Setaria pseudo-verticillata
- Setaria pseudoverticillata
- Setaria pumila (Geelrode naaldaar)
- Setaria punctata
- Setaria purpurascens
- Setaria purpurea
- Setaria pycnocoma
- Setaria pyramidata
- Setaria queenslandica
- Setaria ramentacea
- Setaria ramiseta
- Setaria ramulosa
- Setaria rara
- Setaria rariflora
- Setaria reclinata
- Setaria reflexa
- Setaria restioidea
- Setaria retiglumis
- Setaria reverchonii
- Setaria reversipila
- Setaria rhachitricha
- Setaria rigida
- Setaria roemeri
- Setaria rosengurttii
- Setaria rottleri
- Setaria rubicunda
- Setaria rubiginosa
- Setaria rudifolia
- Setaria rudimentosa
- Setaria rufa
- Setaria sagittifolia
- Setaria salzmanniana
- Setaria scabrifolia
- Setaria scalaris
- Setaria scandens
- Setaria scheelei
- Setaria scottii
- Setaria setosa
- Setaria setulosa
- Setaria spartellum
- Setaria speciosa
- Setaria sphacelata
- Setaria splendida
- Setaria stenantha
- Setaria stipaeculmis
- Setaria stolonifera
- Setaria stolzii
- Setaria streptobotrys
- Setaria stricta
- Setaria subcordata
- Setaria subesetosa
- Setaria submacrostachya
- Setaria subtransiens
- Setaria sulcata
- Setaria surgens
- Setaria tabulata
- Setaria taolanensis
- Setaria tejucensis
- Setaria tenacissima
- Setaria tenax
- Setaria tenella
- Setaria tenuiseta
- Setaria tenuispica
- Setaria texana
- Setaria teysmanni
- Setaria thermitaria
- Setaria thollonii
- Setaria tomentosa
- Setaria torta
- Setaria transiens
- Setaria trichorhachis
- Setaria trinervia
- Setaria trinii
- Setaria uda
- Setaria umbrosa
- Setaria uniseta
- Setaria ustilata
- Setaria utowanaea
- Setaria vaginata
- Setaria variifolia
- Setaria variifolium
- Setaria vatkeana
- Setaria ventenatii
- Setaria verticillata (Kransnaaldaar)
- Setaria verticilliformis
- Setaria villiglumis
- Setaria villosa
- Setaria villosissima
- Setaria violacea
- Setaria viridis (Groene naaldaar)
- Setaria vulpina
- Setaria vulpiseta
- Setaria welwitschii
- Setaria wienmanni
- Setaria woodii
- Setaria yucatana
- Setaria yunnanensi